# 아사미 레이나
아사미 레이나(浅見 れいな 1983년 6월 7일 ~)는 일본의 배우이다. 도쿄도 히가시무라야마시 출신이며 소속사는 레프로 엔터테인먼트이다. 잡지 모델로 활동을 시작했으며, 현재는 주로 드라마, 영화 배우로 활동 중이다.

## 출연

### 드라마
- 기묘한 이야기 '98 가을 특별편
- 반항하지마 스페셜 (1999년)
- 천체관측 (2002년)
- 닥터 고토 진료소 (2003년)
- 내가 걷는 길 (2003년)
- 워터 보이즈 2 (2004년)
- M의 비극 (2005년)
- 비와 꿈의 뒤에 (2005년)
- 힘내서 갑시다 (2005년)
- 브라더 비트 (2005년)
- 경시청 수사 1과 9계 (2006년)
- 어텐션 플리즈 (2006년)
- 사프리 (2006년)
- 호타루의 빛 (2007년)
- 몹걸 (2007년)
- 아사쿠사 후쿠마루 여관 (2007년)
- 1파운드의 복음 (2008년)
- 도쿄 DOGS (2009년)
- 전개걸 (2011년)

### 영화
- 비밀 (1999년)
- 바보 (2010년)